# 破局
破局（はきょく）とは、事態が健常な状態を維持することが不可能になり滅するという形で終焉を迎えるということ。
多くの場合、男女関係においてこの言葉が使われており、その場合は深い間柄で交わりを持っていた男女が不仲となり別離するということが意味されている。大抵の場合は恋人同士が分かれる時に使われているが、夫婦生活を終える離婚を意味するときにも使われることがある。芸能人の恋愛関係に関する破局はしばしば大衆の注目の的となっており、事態が発するたびにメディアをにぎわせている。
社会心理学の調査研究では、一旦親しくなった対人関係が破局に至る要因として、両者の属性・特性の落差、親密さ（関与度）の低下、当事者のパーソナリティに起因した社会的消極性、そして性差による認知能力・コミュニケーション行動のギャップが挙げられている。

## 破局のメカニズム
社会心理学では、親密なパートナー関係の維持や破局のメカニズムについて、いくつかの理論やモデルが提唱されているが、大きく分けて社会的交換理論に基づいた交換モデルと、関係の親密化から別離までを一連のプロセスとして考える適合性モデルの2つに分けられる。

### 交換モデル
交換モデルとは、パートナーと付き合うことによって発生する損得が関係の維持を左右するという考え方である。ここでいう損得は金銭や物品の移動に限らず、欲求の充足やパートナーからの愛情といった報酬に対して、パートナーに費やした時間やエネルギーをコストとする、人と人との相互作用の全般を指す。一緒にいると楽しく感じるという感覚がコストを上回っていれば関係は良好に続くが、それが逆転すると不満を感じ、関係の停滞や崩壊へとつながる可能性が高まるとされる。

### 適合性モデル
適合性モデルでは、パートナーとの関係深化を複数の段階に分け、ある段階から次の段階に移行する条件を近接性や外見的魅力、役割適合などで吟味する。このうち、破局に至る段階では対人的な葛藤や食い違いが要因として挙げられる。
たとえば、M・L・ナップの関係発展モデルでは、関係の崩壊を以下の5つの段階に仮定して説明している。
食い違いそれまで相手のチャームポイントとして感じられていた部分が食い違いとして認識されるようになる
境界化コミュニケーションが限定的となる。特に、食い違いとして認識された部分に触れることは極力回避する
停滞さらに関係が後退し、表面的なコミュニケーションに留まる
回避物理的に距離を取るようになる
終焉社会的・法律的な別離へと至る
それぞれの段階にかけられる時間はさまざまであり、ある段階から進行せずに安定化する場合や、関係が改善して逆行する場合もある。逆に、途中のステップを飛ばして急激に進行してしまう場合もあり得る。